# Lupinus sparsiflorus
Lupinus sparsiflorus là một loài thực vật có hoa trong họ Đậu. Loài này được Benth. miêu tả khoa học đầu tiên.

## Hình ảnh

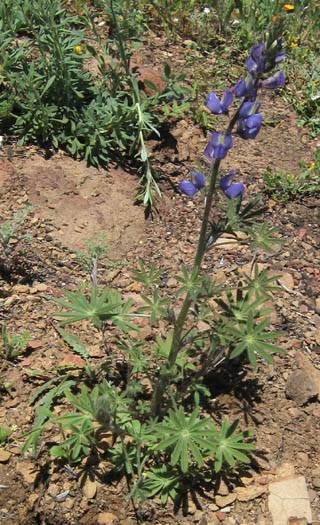
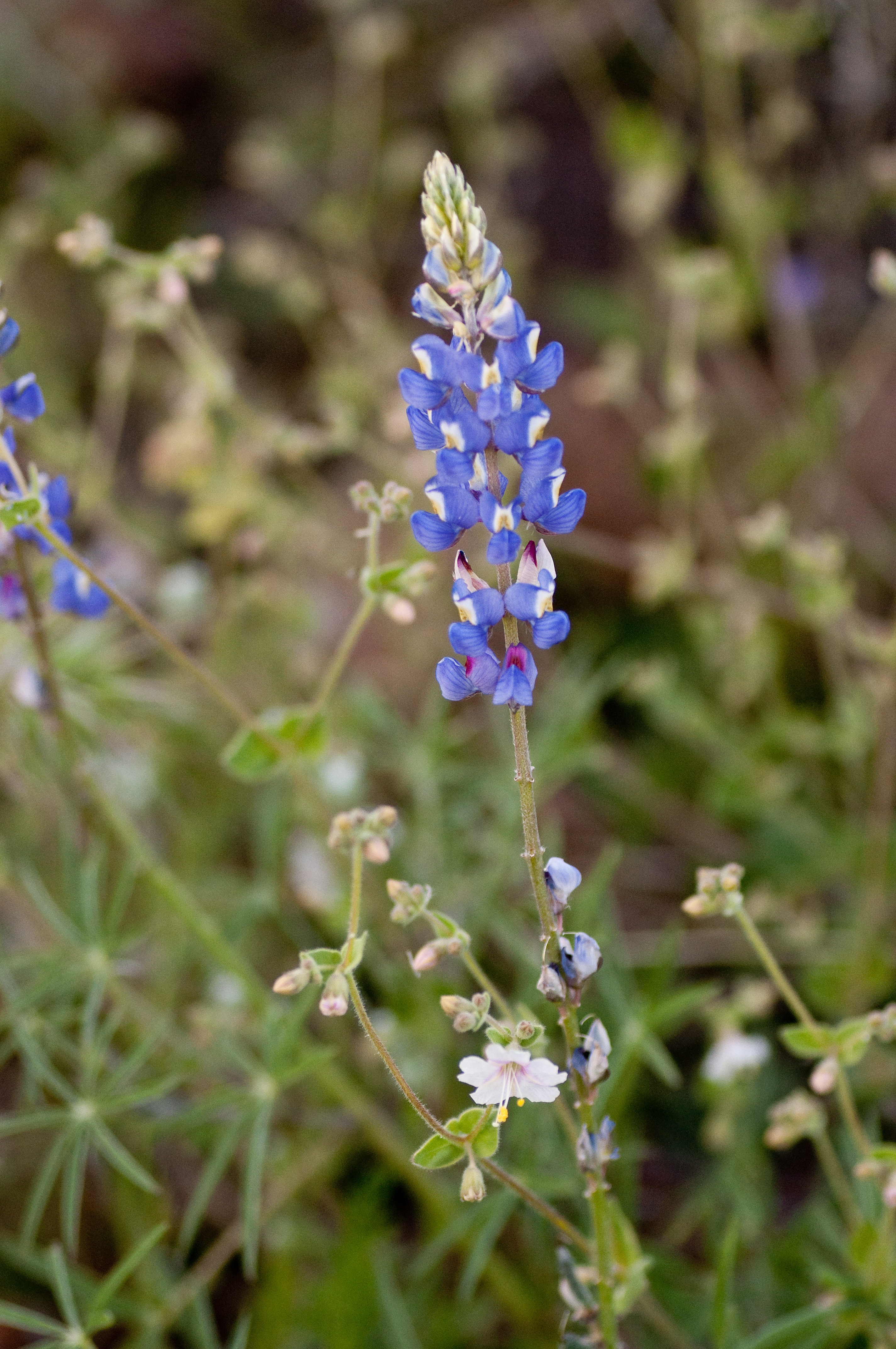

- Tập tin:Lupinus sparsiflorus WPC.jpg